# 六角大王
六角大王（ろっかくだいおう）は、森田利広および古島終作によって開発、販売および配布されたパーソナルコンピュータ用3DCGソフトウェアである。
元来よりモデラーに特化しているが、レンダラーの機能も有している。

## 概説
元は漫画（イラスト）を3D化するソフトウェアで、1992年にPC-9801シリーズ用に発表された。後にMacintosh用（フリーソフト版）六角大王が好評を呼び、1998年以降は製品版『六角大王Super』が販売されるようになった。
PC-9801シリーズ用は当初、ソフトベンダーTAKERUにおいて「まんが画像学会」というサークル名で製品版として発表されたが、古島が学業を終えるとともにこの販売を終了、フリーソフトとして改めて発表した。これらは左右対称の図形のみ生成が可能で、図形は点を線で結ぶ形で生成する。いわゆるポリゴンによる3Dモデリングツールではなかったが、お絵描きをする過程をあたかも録画をしているような感覚で記録し、再生するなどの機能もあった。
操作方法は極めて特異であり、画面も地味な印象を受けるデザインではあったが、直感的で比較的誰でもすぐに扱えるインターフェースを採用していた。まず、「描画モード」で立体化する顔などの下描きをし、目や鼻、唇などの頂点のそれぞれ左右対称となる個所に青または赤の点を打ってゆく。次に、こうして入力された左右対称の点を直線で結ぶ。こうすると天体の星を線で結び星座を描いたようなものが出来あがる。そして「表示モード」に切り換え、レンズの歪み具合などを設定すると、描いた絵がマウスの動きに合わせてぐるぐると回るという仕組みである。こうした仕様のため、ワイヤーフレームでしか描けないが、レンズの歪みを変えることで曲線として表現されることもあり、後の仕様を一新した版とはまた違った趣のある結果が得られていた。厳密に立体空間の演算を行っているとまでは言えないが、これは平面に描かれた絵の三次元上における左右対称の点と、絵が想定している角度すなわち顔の向きや傾きの値から、それらの点が三次元上においてどの位置にあるものであるかを割り出し、内部的に三次元空間を構築、演算処理によって擬似的3D描写を実現していた。
後にMacintoshやWindows用フリーソフト版が開発され、アーキテクチュアは大幅に変更されたが、お絵描き感覚で扱えるという部分は継承された。また、3Dポリゴンの採用により、この時からモデリングツールとして使用できるようになった。ファイルの拡張子は同じであるものの、仕様の根本的違いから、PC-9801シリーズ用フリーソフト版との互換性は皆無であるが、お絵描きの再生機能を駆使して制作された使用方法デモの「おじさん」は以降も六角大王の顔として残され、現在に至る。
Macintosh及びWindows用フリーソフト版はテクスチャの貼り込みやレンダリングができない等さまざまな限界があったものの、フリーであることとドローソフトのような操作感が支持され、広く用いられた。上位互換性を持たせつつ大幅に機能を拡張した製品版は六角大王Super（バージョンが各種ある）の名で古島終作が社長をつとめる株式会社終作から販売された。現製品版ではDXF形式のほか、LightWave形式など、他社製品のファイルを相互に扱うことも可能となり、操作の軽快さもあってゲームのリアルタイム用ポリゴンモデルの制作にも使われることがある。

## 歴史
- 1992年7月28日 六角大王 2.4リリース
- 1995年5月1日 六角大王 for Windows 5.01リリース
- 1996年
  - 3月12日 六角大王 for Win95/NT 5.25リリース
  - 11月11日六角大王 for Mac 5.5リリース

## 名前の由来
企画開発者の古島と森田が旅行先で地酒「八面大王」を注文するときに「六角大王」と間違ってしまったためと言われている。
「六角大王」というソフト名は、唯一PC-9801シリーズ用フリーソフト版のみに、隠しメッセージとして書き込まれていた。